# Wolfgang Lukschy
Wolfgang Lukschy, né le 19 octobre 1905 à Berlin et mort le 10 juillet 1983 à Berlin, est un acteur allemand. Il a joué au théâtre, au cinéma et à la télévision.

## Biographie
Il a tourné dans 59 films et une quarantaine de téléfilms entre 1940 et 1979. À partir de 1965, il joue presque exclusivement pour la télévision. Il est surtout connu au cinéma pour ses rôles du Général Alfred Jodl dans le film Le jour le plus long en 1962 et celui du trafiquant d'armes John Baxter dans Pour une poignée de dollars en 1964 aux côtés de Clint Eastwood et Gian Maria Volontè.
Il a trois fils dont Stefan qui est réalisateur.

## Filmographie partielle
- 1942 : Zwischen Himmel und Erde de Harald Braun
- 1944 : La Femme de mes rêves de Georg Jacoby
- 1949 : La Fille des grands chemins
- 1952 : Amours, Délices et Jazz
- 1955 : Mam'zelle Cri-Cri
- 1955 : Le Joyeux Vagabond
- 1957 : Rendez-vous à Zürich
- 1958 : La Jeune Fille de Moorhof
- 1961 : Les Mystères de Londres
- 1962 : Le Jour le plus long
- 1962 : Sherlock Holmes et le Collier de la mort
- 1964 : Pour une poignée de dollars
- 1965 : Cinquante Millions pour Johns
- 1965 : Mission dangereuse au Kurdistan (Durchs wilde Kurdistan) de  Franz Josef Gottlieb
- 1971 : La Marquise de Sade